# Leif Grane
Leif Grane, född den 11 januari 1928, död den 22 mars 2000, var en dansk teolog.
Grane var professor i kyrko- och dogmhistoria vid Köpenhamns universitet (1964-1998) och internationellt erkänd Luther- och reformationsforskare. Han är särskilt känd för sin kommentar till Augsburgska bekännelsen. Hans böcker är översatta till engelska, svenska, italienska, finska och tyska.